# Burlingame (Kansas)
Burlingame es una ciudad ubicada en el condado de Osage en el estado estadounidense de Kansas. En el año 2010 tenía una población de 934 habitantes y una densidad poblacional de 406,09 personas por km².

## Geografía
Burlingame se encuentra ubicada en las coordenadas 38°45′3″N 95°50′9″O / 38.75083, -95.83583 (38.750846, -95.835718).

## Demografía
Según la Oficina del Censo en 2000 los ingresos medios por hogar en la localidad eran de $31,845 y los ingresos medios por familia eran $42,500. Los hombres tenían unos ingresos medios de $26,711 frente a los $24,250 para las mujeres. La renta per cápita para la localidad era de $17,465. Alrededor del 7.6% de la población estaban por debajo del umbral de pobreza.